# Antoinette Sasse
Antoinette Sasse (aussi connue sous le nom d'Antoinette Sachs, née Antoinette Kohn à Paris le 18 juin 1897 et décédée à Villejuif le 23 décembre 1986,) est une artiste peintre et résistante française.

## Biographie

### Les années d'avant-guerre
Née à Paris 16e, Antoinette est la seconde enfant d’Alexandre Kohn (1864-1940), juif d'origine hongroise, fondateur de la Sucrerie d’Épernay et de Marguerite Lévy (1873-1938). Il y a d’abord Renée, puis Antoinette, un garçon Aymery et enfin Suzanne.
Née en 1911, la cadette Suzanne deviendra aviatrice professionnelle. Dès 15 ans elle suit des cours d’aviation, obtient très jeune ses brevets de pilote puis elle est la première femme à réaliser du 25 mai au  19 juin 1939 le raid Paris-Madagascar.
Antoinette prend des cours de dessin et de peinture avec notamment Othon Friesz et fréquente des peintres tels que Chaïm Soutine ou Kees Van Dongen dont elle devient l’amie. Elle expose aux salons de Société des artistes français et au Salon d’Automne et acquiert une certaine notoriété. Elle réalise des portraits mondains.
Elle épouse à Paris le 16 juillet 1920 Raymond Sachs (1892-1948), fils du compositeur  Léo Sachs. Ils divorcent en  1933.
Elle devient ensuite la compagne du poète Paul Géraldy.
Femme du monde bénéficiant d’une fortune importante, elle fréquente de nombreux hommes politiques, dirigeants d’entreprise et en particulier le constructeur d’avions Félix Amiot grâce à sa sœur Suzanne, elle-même ayant passé son brevet de pilote.
En 1936, elle fait la connaissance, lors d’un diner organisé par Marie-Rose Wibault dont elle a réalisé le portrait, de Jean Moulin avec lequel elle se lie d’amitié, devient la confidente puis sa maîtresse.

### La résistante
En juin 1940, elle aide Jean Moulin à mettre à l’abri ses papiers et ceux de l'ancien ministre de l'Air Pierre Cot puis elle rejoint Bordeaux et s’embarque avec sa sœur Suzanne et des hommes politiques français sur le Massilia. Elle revient cependant en France sur le voyage retour du paquebot et s’installe à Beauvallon (Sainte-Maxime) dans la villa de Paul Géraldy.
Elle joue alors un rôle important auprès de Jean Moulin jusqu’à son départ à Londres en octobre 1941. A son retour dans la clandestinité en France elle devient sa secrétaire et du fait de son métier achète les toiles que Jean Moulin mettra dans la galerie d’art qu’il ouvre à Nice comme couverture.
La situation d’Antoinette devient précaire avec la chasse aux juifs et elle rejoint en Suisse sa sœur Suzanne secrétaire et compagne du colonel Groussard résistant vichyste qui anime un réseau de renseignements, le réseau Gilbert, à la solde des britanniques. En 1971 Groussard épousera Suzanne.
Après la guerre, elle enquête avec Laure Moulin, sœur de Jean Moulin, pour éclaircir la trahison dont il a été victime et qui a abouti à son arrestation. Elles seront à l’origine des procès de René Hardy.
En 1983, Antoinette Sachs lègue sa fortune et ses collections à la Ville de Paris pour réaliser un musée dénommé « Musée Jean Moulin ». Elle meurt en 1986 à Villejuif.
Le musée est inauguré le 3 septembre 1994, en tant que Musée du Général-Leclerc-de-Hauteclocque-et-de-la-Libération-de-Paris – musée Jean-Moulin.

## Décorations
- Grand officier de la Légion d'honneur (13 juillet 1982) ; chevalier du 28 février 1949 ;
- Médaille de la Résistance française avec rosette (décret du 24 avril 1946)[4].

## Exposition
- Christine Levisse-Touzé (dir), Antoinette Sasse:rebelle, résistante et mécène (1897-1986) - 12 avril 2016-29 janvier 2017 au Musée du Général-Leclerc-de-Hauteclocque-et-de-la-Libération-de-Paris – musée Jean-Moulin, Paris : musées, les musées de la Ville de Paris, 2016.